# Tomi Ungerer
Jean-Thomas "Tomi" Ungerer (Estrasburgo, 28 de noviembre de 1931-Cork, 9 de febrero de 2019) fue un dibujante, autor e ilustrador francés.

## Biografía
Ganador de Premio Hans Christian Andersen en 1998, Ungerer fue una de las figuras exponentes de la cultura alsaciana contemporánea. Ungerer, que vivió parte de su infancia en la Alsacia anexionada a la Alemania Nazi, dedicó numerosas obras para la ilustración de libros para niños, pero también para adultos. 
Su obra se caracteriza por el humor, la sátira y el erotismo destacando sus obras de crítica hacia el contexto político y social, y particularmente, las complejas relaciones francoalemanas y su influencia en la vida de Alsacia. En los años 1950, Ungerer se instaló en Estados Unidos y colaboró en publicaciones como The New York Times, Esquire, Life, Harper's Bazaar y The Village Voice. Desde entonces, destacó igualmente su creación de ilustraciones de denuncia, comenzando con varios pósteres críticos con la guerra de Vietnam activismo luego extendido a la denuncia del racismo o el maltrato animal. Su trabajo de ilustración en la obra para niños Moon Man de 1966, fue destacado por el crítico Maurice Sendak. A partir de 1974, Ungerer se orientó hacia el público adulto, creando una serie de obras de temática erótica. En 2007 fue inaugurado en Estrasburgo el Musée Tomi Ungerer/Centre International de l’Illustration.

## Obra

### Libros para niños
- The Mellops Go Flying (1957)
- Mellops Go Diving for Treasure (1957)
- Crictor (1958)
- The Mellops Strike Oil (1958)
- Adelaide (1959)
- Christmas Eve at the Mellops (1960)
- Emile (1960)
- Rufus (1961)
- The Three Robbers (1961)
- Snail, Where Are You? (1962)
- Mellops Go Spelunking (1963)
- Flat Stanley (1964) — ilustración Tomi Ungerer, escrito por Jeff Brown
- One, Two, Where's My Shoe? (1964)
- Beastly Boys and Ghastly Girls (1964) — ilustración por Tomi Ungerer, poemas recopilados por William Cole
- Oh, What Nonsense! (1966) — ilustrado por Tomi Ungerer, editado por William Cole
- Orlando, the Brave Vulture (1966)
- What's Good for a 4-Year-Old? (1967) — ilustración de Tomi Ungerer, texto de William Cole
- Moon Man (Der Mondmann) (Diogenes Verlag AG Zürich, 1966)
- Zeralda's Ogre (1967)
- Ask Me a Question (1968)
- The Sorcerer's Apprentice (1969) — texto de Barbara Hazen
- Oh, How Silly! (1970) — ilustración de Tomi Ungerer, editado por William Cole
- The Hat (1970)
- I Am Papa Snap and These Are My Favorite No Such Stories (1971)
- The Beast of Monsieur Racine (1971)
- The Hut (1972)
- Oh, That's Ridiculous! (1972) — ilustración de Tomi Ungerer, editado por William Cole
- No Kiss for Mother (1973)
- Allumette; A Fable, with Due Respect to Hans Christian Andersen, the Grimm Brothers, and the Honorable Ambrose Bierce (1974)
- Tomi Ungerer's Heidi: The Classic Novel (1997) — ilustrado por Tomi Ungerer, texto de Johanna Spyri
- Flix (1998)
- Tortoni Tremelo the Cursed Musician (1998)
- Otto: Biography of a Teddy Bear (1999)
- Zloty (2009)

### Obras para adultos
- Der Herzinfarkt (1962)
- The Underground Sketchbook (1964)
- The Party (1966)
- Fornicon (1969)
- Tomi Ungerer's Compromises (1970)
- Poster Art of Tomi Ungerer (1972)
- America (1974)
- Totempole (1976)
- Babylon (1979)
- Cat-Hater's Handbook, Or, The Ailurophobe's Delight (1981) — coautor con William Cole
- Symptomatics (1982)
- Rigor Mortis (1983)
- Slow Agony (1983)
- Heute hier, morgen fort (1983)
- Far out Isn't Far Enough (1984)
- Femme Fatale (1984)
- Schwarzbuch (1984)
- Joy of Frogs (1985)
- Warteraum (1985)
- Schutzengel der Hölle (1986)
- Cats As Cats Can (1997)
- Tomi: A Childhood Under the Nazis (1998)
- Liberal Arts: The Political Art of Tomi Ungerer (1999)
- Erotoscope (2002)

## Otras obras
- Diseño del cartel del film Dr. Strangelove or: How I Learned to Stop Worrying and Love the Bomb (1964)
- Diseño del logo del musical Kelly (1965)
- Diseño del cartel del Festival de Jazz de Zúrich (1980)
- Diseño del acueducto de Jano, con motivo del bimilenario de Estrasburgo (1988)
- Diseño del cartel del Festival de Jazz de Montreux (1993 y 2009)